# U.S. Men's Clay Court Championships 2012
Lo U.S. Men's Clay Court Championships 2012 è stato un torneo di tennis giocato sulla terra rossa. È stata la 102ª edizione dello U.S. Men's Clay Court Championships, che faceva parte della categoria ATP World Tour 250 series nell'ambito dell'ATP World Tour 2012. Si è giocato presso il River Oaks Country Clu di Houston negli USA, dal 9 al 15 aprile 2012.

## Partecipanti

### Teste di serie
| Nazionalità | Giocatore          | Ranking | Testa di serie* |
| ----------- | ------------------ | ------- | --------------- |
| Stati Uniti | Mardy Fish         | 9       | 1               |
| Stati Uniti | John Isner         | 11      | 2               |
| Spagna      | Feliciano López    | 15      | 3               |
| Argentina   | Juan Mónaco        | 16      | 4               |
| Spagna      | Marcel Granollers  | 26      | 5               |
| Sudafrica   | Kevin Anderson     | 33      | 6               |
| Argentina   | Carlos Berlocq     | 37      | 7               |
| Russia      | Alex Bogomolov Jr. | 41      | 8               |

- Ranking del 21 marzo 2012.[1]

### Altri partecipanti
I seguenti giocatori hanno ricevuto una wild-card per il tabellone principale:
- Kevin Anderson[2]
- Feliciano López[3]
- Juan Mónaco[3]

I seguenti giocatori sono entrati nel tabellone principale passando dalle qualificazioni:

- Gō Soeda
- Horacio Zeballos
- Ricardo Mello
- Michael Russell

## Campioni

### Singolare maschile
Juan Mónaco ha battuto in finale  John Isner per 6–2 3–6 6–3.
- È il quinto titolo in carriera per Monaco, il secondo del 2012.

### Doppio maschile
James Blake /  Sam Querrey hanno battuto in finale  Treat Conrad Huey /  Dominic Inglot per 7–6(14), 6–4.